# Stuwen
Stuwen of stouwen in de context van goederentransport is het plaatsen van stukgoederen in transportruimten als containers en/of in vervoerruimten als bij schepen, vrachtwagens, wagons.
Degene die dit werk als beroep uitoefent wordt stuwadoor of stouwer genoemd.
Bij het stuwen zijn er een aantal stuwageregels waar men zich aan moet houden:
- geen natte op droge lading (kan leiden tot beschadiging)
- geen vuile bij schone lading
- geen zware op lichte lading
- geen reukverspreidende bij reukgevoelige lading
- geen gevaarlijke lading bij andere lading

Het stuwen van containers wordt ook wel stuffen genoemd.